# Гвоздня (приток Нудоли)
Гво́здня — река в Московской области России, левый приток Нудоли, впадающей в Истринское водохранилище.
Длина — 16 км. Равнинного типа. Питание преимущественно снеговое. Замерзает обычно в середине ноября, вскрывается в середине апреля. Живописная река, на всём протяжении протекает по лесам, причём единственный населённый пункт на реке находится в её устье — посёлок Нудоль.